# 走れ!白いオオカミ

『走れ!白いオオカミ』(はしれ!しろいオオカミ) は、1990年4月28日に公開された日本の映画。少年と野生の白いオオカミの暖かい心の交流を描いたアニメ映画。小説家のメル・エリスが著した同題の長編小説を原作とする。監督：前田庸生、脚本：剣持亘、アニメーション制作：グループ・タック。第45回毎日映画コンクールアニメーション映画賞を受賞した。

## 声の出演
- 鳥海勝美
- 有川博
- 宗形智子
- 納谷悟朗ほか